# Xylopsocus distinctus
Xylopsocus distinctus är en skalbaggsart som beskrevs av Rai 1967. Xylopsocus distinctus ingår i släktet Xylopsocus och familjen kapuschongbaggar. Inga underarter finns listade i Catalogue of Life.